# Sportovec měsíce IWGA
Sportovec měsíce Mezinárodní asociace Světových her (anglicky: Athlete of the Month / IWGA AOTM) je mezinárodní ocenění závodníků (jednotlivců i týmů) neolympijských sportů, které je od dubna 2014 vyhlašováno každý měsíc kromě měsíce ledna, kdy je vyhlašován Sportovec roku předchozího. První ocenění získala Kolumbijská lukostřelkyně Sara Lopez. Jediným českým oceněným závodníkem je sportovní lezec Adam Ondra, dvojnásobný Mistr světa roku 2014.

## Držitelé ocenění
| Měsíc         | Závodník                                                     | Země          | Sport                  | Úspěchy                                                                                              |
| ------------- | ------------------------------------------------------------ | ------------- | ---------------------- | --- |
| duben 2014    | Sara Lopez                                                   | Kolumbie      | Lukostřelba            | |
| květen 2014   | Valentina Ševčenková                                         | Peru          | Muay Thai              | Mistryně Světa ve váze 60 kg.                                                                        |
| červen 2014   | Paola Longoria                                               | Mexiko        | Raketbal               | |
| červenec 2014 | mužský tým plážových házenkářů                               | Brazílie      | Házená                 | Mistři světa z let 2006, 2012, 2012 a 2014, vítězové Světových her 2013 v Cali.                      |
| srpen 2014    | Adam Ondra                                                   | Česko         | Sportovní lezení       | První dvojnásobný Mistr světa ve sportovním lezení: obtížnost a bouldering.                          |
| září 2014     | ženský tým "polo-kanoistek"                                  | Německo       | Kanoistika             | Mistři světa.                                                                                        |
| říjen 2014    | Nino Langella a Khrystyna Moshenska                          | Itálie        | Taneční sport          | Mistři světa v latinskoamerických tancích, Ostrava 2014.                                             |
| listopad 2014 | Carl Yngvar Christensen                                      | Norsko        | Silový trojboj         | Mistr světa, Mistr Evropy, trojitý světový rekordman.                                                |
| prosinec 2014 | mužský florbalový tým                                        | Švédsko       | Florbal                | Mistři světa.                                                                                        |
|               |                                                              |               |                        | |
| únor 2015     | Tove Alexandersson                                           | Švédsko       | Orientační běh         | Mistryně ve sprintu v orientačním běhu na lyžích.                                                    |
| březen 2015   | smíšený tým                                                  | Německo       | Ultimate Frisbee       | Mistři věta v plážovém frisbee, Dubaj 2015.                                                          |
| duben 2015    | Mady Tims                                                    | Nizozemsko    | Korfbal                | |
| květen 2015   | Kang Chae Young                                              | Jižní Korea   | Lukostřelba            | Získala tři zlaté medaile v jeden den na světovém poháru v Šanghaji.                                 |
| červen 2015   | Leilani McGonagle                                            | Jižní Korea   | Surfing                | Získala bronzovou medaili na světových surfových hrách v Nikaragui.                                  |
| červenec 2015 | Laura Zeng                                                   | USA           | Moderní gymnastika     | Patnáctiletá juniorská vítězka ve čtyřech kategoriích (obruč, míč, kužele a stuha).                  |
| srpen 2015    | Vewart Comta                                                 | Thajsko       | Muay Thai              | Vítěz světového poháru ve váze 57 kg a první nominovaný sportovec na Světové hry 2017 ve Vratislavi. |
| září 2015     | Bancran klub                                                 | Severní Irsko | Přetahování lanem      | |
| říjen 2015    | Massimiliano Piffaretti                                      | Itálie        | Wakeboarding           | Mistr světa.                                                                                         |
| listopad 2015 | mužský faustballový tým                                      | Německo       | Faustball              | Mistři světa, Argentina 2015.                                                                        |
| prosinec 2015 | Sebastian Kawa                                               | Polsko        | Sportovní letectví     | |
|               |                                                              |               |                        | |
| únor 2016     | ženský tým                                                   | Čína          | Přetahování lanem      | Mistryně světa.                                                                                      |
| březen 2016   | Gabriele Goffredo a Anna Matus                               | Moldavsko     | Taneční sport          | Mistři světa v latinském tanci, Vídeň.                                                               |
| duben 2016    | mužský tým (Zheng Li, Luoming Rui, Zhang Teng, Zhou Jiahuai) | Čína          | Akrobatiská gymnastika | Mistři světa.                                                                                        |
| květen 2016   | Sofia Olofsson                                               | Švédsko       | Muay Thai              | Mistryně světa (54 kg).                                                                              |
| červen 2016   | Ray Williams                                                 | USA           | Silový trojboj         | Trojnásobný mistr světa a světový rekordman.                                                         |
| červenec 2016 | Rocky Carson                                                 | USA           | Raketbal               | Mistr světa 2008-2016.                                                                               |
| srpen 2016    | mužský tým                                                   | Fidži         | Rugby 7's              | První olympijští medailisté z Fidži.                                                                 |
| září 2016     | Francesca Lollobrigida                                       | Itálie        | rychlobruslení         | Trojnásobná mistryně a dvojnásobná vicemistryně světa.                                               |
| říjen 2016    | Marcin Dzienski                                              | Polsko        | Sportovní lezení       | Mistr světa v lezení na rychlost, Paříž.                                                             |
| listopad 2016 | Mirnesa Becirovic a Mirneta Becirovic                        | Rakousko      | Džú-džucu              | Ženské duo (dvojčat) na MS ve Vratislavi.                                                            |
| prosinec 2016 |                                                              |               |                        | |
|               |                                                              |               |                        | |
| únor 2017     |                                                              |               |                        | |